# Patrick Manson
Sir Patrick Manson (Oldmeldrum, 3 ottobre 1844 – Londra, 9 aprile 1922) è stato un medico scozzese.
Patrick Manson fu un medico ricercatore, pioniere della parassitologia, e ritenuto il fondatore della disciplina della Medicina tropicale.

## Biografia
Figlio di John Manson ed Elizabeth Blakie, dopo essersi laureato in Medicina e Chirurgia presso l'Università di Aberdeen nel 1865, si specializzò in chirurgia nel 1866. Il suo primo impiego fu come assistente medico presso il Durham County Mental Asylum, che abbandonò dopo un anno.
Il suo fratello maggiore, che lavorava a Shanghai, lo convinse a trasferirsi in Oriente. Visse a Formosa (Taiwan) e nel 1866 fu impiegato come ufficiale medico presso la dogana marittima dell'Impero Cinese dove iniziò la sua esperienze di ricerca nell'ambito della medicina tropicale. Dopo aver trascorso sull'isola 5 anni, su consiglio del console britannico, nel 1871 si trasferì ad Amoy (Xiamen), nella provincia cinese di Fujian, dove lavorò presso l'Ospedale Missionario Battista, per altri 13 anni. Fra il 1886 e il 1889 praticò come medico ad Hong Kong. Durante questi periodi spese il suo tempo nello studio dell'elefantiasi.
Nel 1877 Manson trovò le microfilarie di Wuchereria bancrofti nel sangue di uomini e cani e propose che fossero gli agenti eziologici della malattia, ne ipotizzò il ciclo vitale e la trasmissione: scoprì forme larvali della filaria in zanzare del genere Culex, alle quali aveva fatto pungere il suo cameriere cinese affetto da elefantiasi. Manson dimostrò che le zanzare acquisivano le microfilarie con il pasto ematico, ma non si spiegava come poi venissero di nuovo trasmesse all'uomo: pensava che le filarie uscissero dalle zanzare, contaminassero le acque potabili e infettassero l'uomo attraverso l'ingestione (come per la dracunculiasi) o per penetrazione della cute (come per le schistosomiasi). La trasmissione con la puntura della zanzara fu ipotizzata dal parassitologo australiano Thomas Bancroft e dimostrata dall'assistente di Manson, George Carmichael Low, che trovò le microfilarie nella proboscide delle zanzare. Nel 1894 Manson ipotizzò per primo che i protozoi del genere Plasmodium, agenti eziologici della malaria, fossero trasmessi all'uomo da una zanzara. Questa tesi fu dimostrata nel 1897 da Ronald Ross, che perciò vinse il premio Nobel nel 1902.
Manson si sposò nel 1876 con Henrietta Isabella Thurbun, dalla quale ebbe tre figli e una figlia. Fondò l'Hong Kong College of Medicine for Chinese, il primo istituto sanitario cinese che applicasse i principi e le nozioni della medicina occidentale: il rivoluzionario comunista cinese Sun Yat-sen fu uno dei suoi primi studenti. Nel 1911 l'istituto diverrà l'Università di Hong Kong.
Tornò a Londra nel 1890. Nel 1897 scoprì un nuovo genere di filaria che avrebbe preso il nome di Mansonella. Nel 1899 partecipò alla fondazione della Scuola di Medicina Tropicale presso l'Albert Dock Seamen's Hospital di Greenwich, che divenne la London School of Hygiene & Tropical Medicine, e vi insegnò per anni. Fu ammesso alla Royal Society nel 1900, e nominato baronetto nel 1903; l'anno successivo fu insignito della laurea onoraria in Scienze presso l'Università di Oxford. Nel 1902, presso il Seamen's Hospital, Manson trovò delle uova d'elminta con la spina laterale, nelle feci di un uomo caraibico e propose l'esistenza di una specie intestinale di Schistosoma, patogena per l'uomo. Nel 1907 Luigi Westenra Sambon della London School of Tropical Medicine descrisse il parassita scoperto da Manson, e, convinto che appartenesse a una specie di Schistosoma diversa da quella descritta da Theodor Bilharz, lo chiamò Schistosoma mansoni, in onore del suo maestro.

## Pubblicazioni
- Tropical Diseases: a Manual of the Diseases of Warm Climates (1898);
- Lectures on Tropical Diseases (1905);
- Diet in the Diseases of Hot Climates (1908), with Charles Wilberforce Daniels (1862-1927).